# کوبیلا (استان اشوی‌داشکسیه)
کوبیلا (به لهستانی: Kobiela) یک منطقهٔ مسکونی در لهستان است که در گمینا اوپاتوویتس واقع شده‌است.